# 684 Hildburg
Hildburg (asteróide 684) é um asteróide da cintura principal, a 2,3437648 UA. Possui uma excentricidade de 0,0361054 e um período orbital de 1 384,92 dias (3,79 anos).
Hildburg tem uma velocidade orbital média de 19,10075359 km/s e uma inclinação de 5,51977º.
Esse asteróide foi descoberto em 8 de Agosto de 1909 por August Kopff.